# Lichting (verzetsblad, Amsterdam, Utrecht)
Lichting; litterair maandblad van de jongeren was een verzetsblad uit de Tweede Wereldoorlog, dat vanaf november 1942 tot april 1943 in Amsterdam en Utrecht werd uitgegeven onder leiding van Theo Hondius en Gerrit Jan de Jongh. Het blad verscheen maandelijks in een oplage van 200 exemplaren. Het werd gestencild en de inhoud bestond voornamelijk uit poëzie. 

## Maandblad Lichting
Het tijdschrift Lichting bood een podium voor poëzie van bekende namen zoals Gerrit Kouwenaar (alias K. van Ritger), Leo Frijda (alias Edgar G Fossan), en Elfred van der Vliet (alias Leblond, 1923-1985). Jan Engelman hielp met het verspreiden van het tijdschrift, dat op de stencilmachine van het door de Duitsers opgeheven Utrechtse studentencorps werd vermenigvuldigd.
Het eerste nummer verscheen in november 1942, met een oplage van 50 stuks. Theo Hondius schreef onder het pseudoniem H. ten Doolhuis een introductie. Het tweede nummer verscheen in december 1942, onder de titel 'Lichting, Maandblad voor letterkunde', waarin Gerrit Jan de Jongh (alias Caspar Dringenberg) een uitgebreide beschouwing opnam. Nummer 3 volgde in januari 1943, samen met de poëziebundel 'Op leven en dood' van Edgar Fossan (Frijda) en Theo Haag (Hondius). De 5e uitgave werd gepubliceerd in maart 1943, waarin onder andere het overlijden van dichter Jan Campert in het Duitse concentratiekamp Neuengamme werd herdacht.  
Toen Theo Joekes het zesde exemplaar aan het typen was, werd zijn vader  gearresteerd. Het voortzetten van Lichting werd te gevaarlijk; nummer 6 verscheen in april 1943 als laatste exemplaar. Daarnaast werd door papierschaarste Lichting steeds dunner en had nummer 6 slechts tien pagina's. Op 11 mei viel de SD binnen in de woning van Gerrit Kouwenaar. Ze vonden enkele exemplaren van Lichting en enkele gedichten met anti-Duitse teksten. Gerrit Kouwenaar en zijn broer David Kouwenaar werden gearresteerd. 
Omstreeks 20 augustus 1943 werd Frijda gearresteerd en op 1 oktober 1943 tezamen met 18 anderen leden van de verzetsgroep CS-6, onder andere Hans Katan (De Vrije Katheder), Maarten van Gilse en Walter Brandligt (PBC en De Vrije Kunstenaar) en de gebroeders Gideon Willem- en Jan Karel Boissevain en Louis Boissevain, gefusilleerd. Volgens de officiële berichten in de legale pers kwam tijdens het proces tegen Jan Verleun uit, dat 'de jood Frijda tot voor bet vuurpeloton heeft staan liegen om deze Verleun te redden'. Yge Foppema werd hierdoor geïnspireerd tot zijn aangrijpende ballade van Frijda. 

## Bij deze krant betrokken personen
De Lichting-groep bestond uit jonge dichters, welke principieel afwijzend stonden tegenover de Criterium-dichters en uiteraard tegen de Kultuurkamer. De redactie bestond uit een Amsterdamse groep onder leiding van Theo Hondius en een Utrechtse groep onder leiding van G.J. de Jongh, beiden ondergedoken Utrechtse studenten. Een der voornaamste medewerkers was Leo Herman Frijda, die onder het pseudoniem Edgar Fossan vele militante bijdragen leverde. 
- Theo Hondius
- Jan Verleun
- Walter Brandligt
- Gideon Willem Boissevain
- Jan Karel Boissevain
- Louis Boissevain
- Maarten (Mik) van Gilse
- Hans Katan

- Leo Herman Frijda
- Gerrit Jan de Jongh
- J. Blom
- Yge Foppema

## Gerelateerde kranten
- De vrije kunstenaar (verzetsblad, Amsterdam)
- De vrije katheder (verzetsblad, Amsterdam)